# Konstantīns Ovčiņņikovs
Konstantīns Ovčiņņikovs (ur. 10 listopada 1983) – łotewski judoka. Olimpijczyk z Londynu 2012, gdzie zajął siedemnaste miejsce w wadze półśredniej.
Uczestnik mistrzostw świata w 2003, 2007, 2009, 2010, 2011, 2013, 2014 i 2015. Startował w Pucharze Świata w latach 2002-2016. Brązowy medalista mistrzostw Europy w 2012; piąty w 2008 roku.

## Letnie Igrzyska Olimpijskie 2012
| Konkurencja | Eliminacje                | Klas. końcowa |
| Konkurencja | Przeciwnik I              | Miejsce       |
| ----------- | ------------------------- | ------------- |
| 81 kg       | Leandro Guilheiro (BRA) P | 17.           |